# Старая Сазоновка
Старая Сазоновка — село Ковылкинского района Республики Мордовия в составе Изосимовского сельского поселения. 

## География
Находится на расстоянии примерно 14 километров по прямой на северо-запад от районного центра города Ковылкино.

## История
Известно с 1633 года. В 1869 году оно было учтено как казенная деревня Краснослободского уезда из 46 дворов, названа по имени одного из местных жителей.

## Население
Постоянное население составляло 255 человек (мордва-мокша 91%) в 2002 году, 274 в 2010 году .